# Comitato Olimpico Nazionale delle Kiribati
Il Comitato Olimpico Nazionale delle Kiribati (noto anche come Kiribati National Olympic Committee in inglese) è un'organizzazione sportiva gilbertese, nata nel 2002 a Tarawa Sud, a Bairiki, Kiribati.
Fondato nel novembre 2002, è stato riconosciuto nel 2003 dal Comitato Olimpico Internazionale (CIO) come suo 200º membro, il che ha consentito la prima partecipazione delle Kiribati alle Olimpiadi di Atene nel 2004.
Il comitato funge anche da Commonwealth Games Association. Le Kiribati partecipano ai Giochi del Commonwealth dal 1998 con una medaglia d'oro nel 2014 con il sollevatore di pesi David Katoatau.
Rappresenta questa nazione presso il CIO dal 2003 ed ha lo scopo di curare l'organizzazione ed il potenziamento dello sport nelle Kiribati e, in particolare, la preparazione degli atleti gilbertini, per consentire loro la partecipazione ai Giochi olimpici. L'associazione, inoltre, fa parte dei Comitati Olimpici Nazionali d'Oceania.
L'attuale presidente del comitato è Nicholas McDermott, mentre la carica di segretario generale è occupata da Tenoa Betene.